# Garay Béla
Garay Béla (Szabadka, 1895. február 14. – Szabadka, 1987. február 2.) jugoszláviai magyar színész, rendező, szakíró, állami díjas rendező (1950), Sterija-díjas (1981).

## Életútja

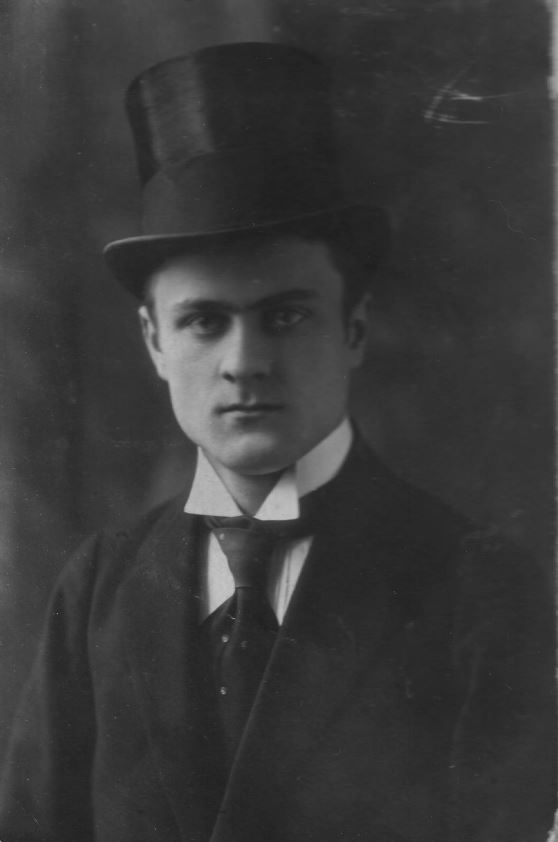
Garay Béla 1913-ban, színészi pályája kezdetén

Apja Garay Aladár (1870–1916), rendőrbiztos, anyja Szalay Etelka. 1919. június 26-án Budapesten feleségül vette Pénzes Sára (Békés, 1895. június 26.) kisasszonyt, Pénzes Endre és Weil Hermina lányát.
Pályáját 1913-ban szülővárosa társulatánál Nádassy József színigazgatónál segédszínészként kezdte. A társulat Szabadkán, Makón és Szentesen működött. 1915–17-ben katona volt, 1918–ban Heltai Nándorhoz szerződött, 1922-ig vidéki társulatoknál működött (Csongrád, Kiskunfélegyháza, Kiskunhalas). 1918. december 10-én rendezői vizsgát tett. 1919–1920-ban színigazgató a Dunántúli Színikerületben Zalaegerszegen, később Zalaszentgróton. Kiadta és szerkesztette a zalaegerszegi Színházi Újságot, valamint szerkesztette a dombóvári Színház c. lapot. 1920 áprilisától Radó Bélánál szerepelt, ősztől pedig a dunántúli színikerületnél, Halmi Jenő társulatánál lépett fel. 1921 őszétől 1924-ig Pécsett működött, majd 1924-ben hazatért szülővárosába, hogy újraszervezze a Népkör színitársulatot, ahol játszott és rendezett 1941-ig. 1945-től a helyi Népszínház színész-rendezője, alapító tagja volt. Itt már kevesebb szerepet vállalt, inkább mint rendező ténykedett. 1954-ben nyugdíjba vonult, továbbra is rendezett a szabadkai Népszínházban (1964-ig), bácstopolyai Járási Magyar Színházban, az Újvidéki Rádió Ifjúsági- és Rádiószínházában, a szabadkai Gyermekszínházban, valamint rendezett operettet Belgrádban. 1965–67-ben a színház színészképző stúdióját vezette. Színdarabokat fordított magyarra szerbhorvát nyelvből. Színházi tárgyú írásokat jelentet meg.

## Fontosabb szerepei
- Osvald (Ibsen: Kísértetek);
- Liliom (Molnár Ferenc);
- Rómeó (Shakespeare: Rómeó és Júlia);
- Ádám (Madách Imre: Az ember tragédiája);
- Bánk bán (Katona József);
- Glembay Ignác (Krleža: A Glembay-urak);
- Sárkány Mihály (Quasimodo Braun István: A Magdics-ügy);
- Iván gróf (Bródy Sándor: A szerető);
- Liliomfi (Szigligeti Ede: Liliomfi);
- Nagyherceg (Jakobi Viktor: Sybill);
- Kárpáthy Zoltán (Jókai Mór: Kárpáthy Zoltán);
- Mercutio (W.Shakespeare: Hamlet)

## Főbb rendezései
- Priestley: Váratlan vendég;
- Shaw: Warrenné mestersége;
- Jacobi V.: Leányvásár;
- Nash: Az esőcsináló;
- Szirmai Albert: Mágnás Miska;
- Leo Fall: Sztambul rózsája;
- Jean Baptiste Moliére: Dandin György;
- Branislav Nusic: A gyászoló család;
- Kálmán Imre: Marica grófnő;
- Zilahy Lajos: Zenebohócok;
- Kertész Imre: Csacsifogat

## Könyvei
- A színjátszók kézikönyve. (Újvidék, 1950);
- A színjátszás művészete. (Újvidék, 1950);
- A színpadi beszéd. (Újvidék, 1952);
- Az ekhósszekértől a forgószínpadig. A szabadkai magyar színjátszás története. (Újvidék, 1953);
- A kulisszák világában. (Szabadka, 1970);
- Színészarcképek. (Újvidék, 1971);
- Festett világ. (Szabadka, 1977);
- Magyar műkedvelők az őrhelyen. (Szabadka, 2012)